# Polygala fendleri
Polygala fendleri är en jungfrulinsväxtart som beskrevs av Chod.. Polygala fendleri ingår i släktet jungfrulinssläktet, och familjen jungfrulinsväxter. Inga underarter finns listade i Catalogue of Life.